# Lipno (Grande-Pologne)
Pour les articles homonymes, voir Lipno.
Lipno (prononciation : [ˈlʲipnɔ]) est un village de Pologne, situé dans la voïvodie de Grande-Pologne. Elle est le chef-lieu de la gmina de Lipno, dans le powiat de Leszno.
Il se situe à 8 kilomètres au nord de Leszno (siège du powiat) et à 59 kilomètres au sud-ouest de Poznań (capitale régionale).
Le village possédait une population de 1 176 habitants en 2006.

## Histoire
De 1975 à 1998, Lipno faisait partie du territoire de la voïvodie de Leszno.

Depuis 1999, le village fait partie du territoire de la voïvodie de Grande-Pologne.